# 苔状小报春
苔状小报春（学名：Primula muscoides）为报春花科报春花属下的一个种。

## 扩展阅读
- 維基物種上的相關：苔状小报春